# Shu (regne)
|  | Aquest article tracta sobre l'estat xinès dels anys 1046 – 316 aC. Si cerqueu l'estat xinès dels Tres Regnes (220-280 dC), vegeu «Shu Han». |

Shu va ser un regne antic situat on actualment està Sichuan, Xina. El poder Shu derivava de la Planúria Chengdu, amb el seu territori principalment a la conca Sichuan central i occidental, com també en la vall superior del riu Han. Shu va ser conquerit per Qin al 316 aC. La seua capital fou part de Chengdu.

## Orígens

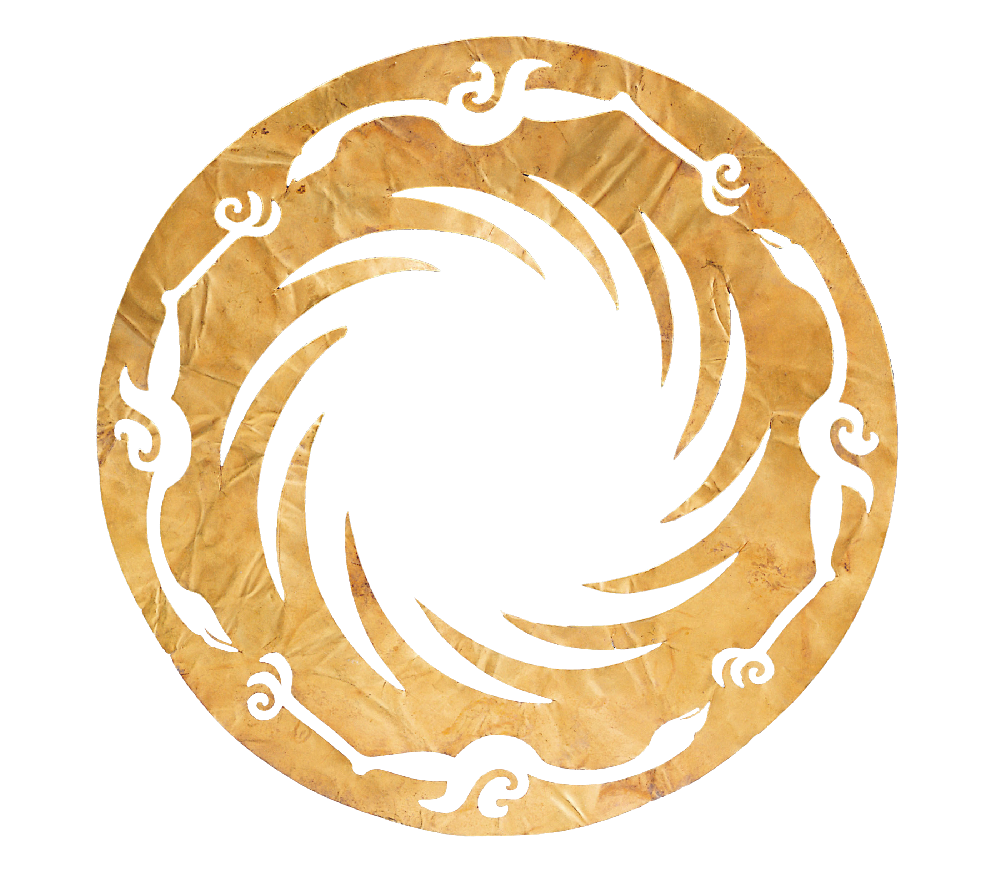
L'«ocell del sol daurat» descobert a Jinsha, que es creu que era un tòtem de l'antic poble de Shu.

Shu és primerament anomenat en la història com un aliat de la dinastia Zhou per derrocar-hi la dinastia Shang, prenent part en la Batalla de Muye el 1046 aC. En el registre arqueològic, el Shu post-Muye mostrava una cultura amb una tecnologia militar avançada equivalent a la dels estats Zhou; això no obstant, la tecnologia militar Shu s'estancà per diversos segles després.
La llegenda diu que Shu va ser governat en un temps pel rei mític Duyu (杜宇) i els seus descendents. Shu fou més tard governada pels reis Kaiming (開明). Durant la meitat més tardana del període de Primaveres i Tardors, la cultura Shu era cada cop més manllevada de les cultures Chu i Ba; per exemple, Shu va copiar la pràctica d'enterraments de taüt en barca de Ba. Les proves arqueològiques també mostren que Shu interaccionà amb les cultures del sud en Yunnan i Guizhou.
Durant el Període dels Regnes Combatents, Qin i Chu ocuparen cada vegada més la vall del riu Han i el conflicte amb Shu era inevitable; Shu lluità contra Qin en el 387 aC a Nanzheng, recuperant el territori, que s'havia revoltat en 441 aC i havia passat a mans de Shu. Shu va atacar Chu a Zifang el 377 aC, i aquest va prendre mesures defensives.

## Conquesta per Qin
Les proves arqueològiques mostren que diversos carreteres de Qin a Shu foren fetes durant el Període dels Regnes Combatents al damunt d'un terreny molt dificultós, les muntanyes Qinling i les muntanyes Daba. Tot i que la llegenda atribueix la construcció de la primera carretera de galeria, el Carretera de Bestiar de Pedra (石牛道), al darrer rei Kaiming (sent enganyat per Qin), les carreteres foren probablement construïdes per Qin per a preparar la seva invasió a la conca Sichuan.
Qin va aprofitar una disputa entre el darrer rei Kaiming i el seu germà, el Marquès de Zu, per envair Shu. El Marquès de Zu s'havia aliat amb Ba per atacar Shu, que s'expandia cap a l'oest per les valls dels rius Han i Iang-Tsé, empenyent als Ba cap a Shu. En resposta, el rei Kaiming envai Zu i exilià al Marquès de Zu a Qin. El Marquès de Zu llavors apel·là al Rei Huiwen de Qin per envair Shu. A aquesta crítica conjuntura, els dos consellers principals del Rei Huiwen, Zhang Yi i Sima Cuo, tenien opinions oposades respecte d'envair Shu. Zhang Yi creia que Qin era proper a guanyar el control de la Planúria Central, argumentant en comptes d'això un atac al tradicional enemic de Qin, Han. Per l'altra banda, Sima Cuo argumentà que envair Shu podria incrementar en gran manera la riquesa agrícola de Qin, afavorint la balança de poder en favor de Qin. El rei Huiwen va estar d'acord amb Sima Cuo i envià al seu dos consellers a dirigir la invasió de Shu. Qin derrotà a Shu i matà a l'últim rei Kaiming el 316 aC. Després de l'èxit de l'atac contra Shu, Qin es va tornar immediatament contra el seu aliat i va capturar l'últim rei Ba.

## Shu sota el domini de Qin
Qin convertí Shu en una comandància i aplicà un estricte procés d'integració de Shu en Qin. Qin manà oficials a Shu a dirigir directament i a encoratjar activament la migració de gent de Qin a Shu. Tot i que Qin tractà d'aplacar a la població the retenint als governants Kaiming com el Marquès de Shu, Shu es revoltaria diverses vegades en contra de Qin; pel seu compte, Qin respondria tornant a envair o esclafant Shu.
Quan el Rei Huiwen morí en el 311 aC, un oficial de Qin a Shu, Chen Zhuang, dirigí una revolta contra Qin. Sima Cuo, Zhang Yi i Gan Mao dirigiren les forces de Qin dins de Shu i van sufocar la revolta. En el 301 aC, el Marquès Hui de Shu, un descendent Kaiming, es va revoltar. Sima Cuo dirigí les forces de Qin dins de Shu i sufocà la rebel·lió. El substitut del Marquès Hui, el Marquès Wan, també se revoltà en contra de Qin. Esta vegada, el governador de Qin ehu, Zhang Ruo, apaivagà la revolta. Després de la darrera revolta, els descendents Kaiming van ser retirats definitivament del poder reial.
Després d'assegurar el seu control sobre Shu, Qin utilitzà a Shu com a indret d'exili, una pràctica seguida després per la dinastia Han.
Al 2021 es va trobar una necròpoli amb tombes plenes d'aixovar funerari a les ruïnes de Sanxingdui (xinès tradicional i simplificat: 三星堆, pinyin: Sānxīngduī, literalment 'conjunt de tres estrelles'), a la provínica de Sichuan.